# Marylène Volpi Fournier
Marylène Volpi Fournier, née Volpi en 1968 (originaire de Mase et Nendaz, binationale italo-suisse), est une enseignante et femme politique valaisanne, membre des Verts.

## Biographie
Marylène Volpi naît en 1968. Elle est originaire de Mase et Nendaz, dans le canton du Valais, et de Pontremoli, en Italie.
Elle enseigne successivement à l'École Ardévaz de Monthey, à l'École suisse du tourisme à Sierre et à la Haute École Pédagogique de Saint-Maurice. Elle est ensuite engagée comme professeure d'italien au Lycée-Collège de la Planta à Sion où elle enseigne la philosophie et l'italien[source insuffisante]. Depuis 2010, elle préside la Fédération des Magistrats, Enseignants et Personnel de l'État du Valais.
Mariée et mère de deux enfants, elle réside à Sion,.

## Parcours politique
Elle est conseillère générale de la ville de Sion du 1er janvier 2001 au 31 décembre 2008.
Elle est élue députée au Grand Conseil en 2005 et réélue en 2009 et 2013. De 2007 à 2009, elle y préside la Commission Agriculture, Tourisme et Environnement. Elle est membre de la Commission des finances. Lors de sa dernière législature, elle devient co-présidente du comité d'initiative pour la révision totale de la Constitution valaisanne, qui aboutira à l'élection de l'Assemblée constituante valaisanne.
Lors des élections cantonales de 2009, elle se présente à l'élection au Conseil d'État pour Les Verts. Elle arrive en septième position au premier tour (16 000 voix) et retire sa candidature pour le deuxième tour. En 2015, elle se présente aux élections du Conseil national,, mais n'est pas élue. Elle fait campagne pour la sortie du nucléaire et sur une réforme de la fiscalité « qui taxe moins le travail ou son produit, mais plus la consommation des ressources »[source insuffisante]. Elle se prononce également sur la tenue des Jeux olympiques, prônant un non lors du vote de juin 2018,. 
En janvier 2020, elle succède à Christophe Clivaz au Conseil communal (législatif) de Sion,. Elle devient la nouvelle présidente de la société de développement de Sion.
Au niveau associatif, elle est membre fondatrice de l’association Parspas, association pour la prévention du suicide. Elle est membre de l'association Via Mulieris.